# Pedalero

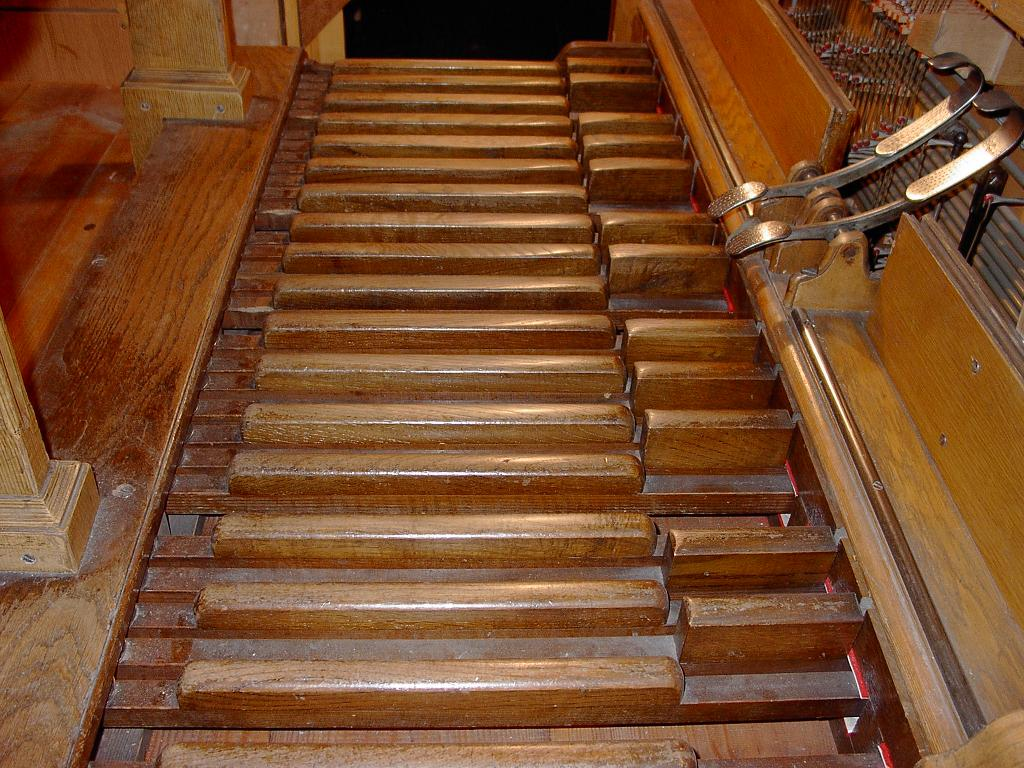
Pedalero de dos octavas y media, la extensión más conveniente para la música clásica.

El pedalero o pedalera, también conocido como pedalier (del francés pédalier) es el teclado, normalmente del órgano (aunque a lo largo de la historia también han poseído pedalero otros instrumentos de teclado), especialmente conocido por ser tocado con los pies. Es uno de los elementos esenciales del órgano, y se encuentra también en muchos modelos de órganos electrónicos, como el caso del Órgano Hammond. Existen incluso pedaleros autónomos, como los pedales-bajo Moog Taurus, de los 70, que ocasionalmente se usan en el rock progresivo y la música de fusión. A partir del siglo XXI se usan pedaliers controladores MIDI aplicados a sintetizadores, órganos electrónicos Hammond, y órganos digitales de tubos. Se pueden encontrar también en pianos-pédalier, así como en claves y clavicordios.
El pedalier se usa comúnmente para tocar la línea de bajo de una pieza de música. Esto permite al organista tocar más voces cómodamente con las manos. El pedalier a la vista parece una versión grande y corta de un teclado manual, y usa el mismo patrón de notas. El entrenamiento en la técnica de tocar los pedales en un órgano de tubos forma parte de la pedagogía estándar del órgano, tanto en música eclesiástica como simplemente artística.

## Historia
La primera idea de pedalero nace de la necesidad de los organistas de mantener las notas del bajo sobre el que sostener una polifonía determinada. Al principio consistía simplemente de algunas clavijas a la altura de los pies que permitían accionar las notas más graves del teclado manual por medio de un mecanismo de estirar (probablemente una simple cuerdecilla atada de la clavija a la base del teclado). El nacimiento de este mecanismo se sitúa alrededor del siglo XIII.